# イースト・ロージアン統監
イースト・ロージアン統監（イースト・ロージアンとうかん、英語: Lord Lieutenant of Easr Lothian）は、イギリスの官職。
統監の1つで、イースト・ロージアンを担当する。

## 解説
1789年に勃発したフランス革命がヨーロッパ諸国に飛び火するとともに1792年にはスコットランド各地で暴動がおこり、地方政府の対応に不満を感じたイギリス政府は1794年にイングランドの統監職をスコットランドでも常設職として設立した。イースト・ロージアンは公式には1921年にハディントンシャーから改称されており、統監職の旧称はハディントンシャー統監（英: Lord Lieutenant of Haddingtonshire、表記ゆれとしてLieutenant of the County of Haddingtonなど）だった。

## 一覧
- 1794年3月17日 – 1804年8月9日：第7代ツィードデール侯爵ジョージ・ヘイ[4]
- 1804年9月18日 – 1823年：第8代ハディントン伯爵チャールズ・ハミルトン[4]
- 1823年2月10日 – 1876年10月10日：第8代ツィードデール侯爵ジョージ・ヘイ（英語版）[4]
- 1876年11月14日 – 1917年6月11日：第11代ハディントン伯爵ジョージ・ベイリー＝ハミルトン＝アーデン（英語版）[4]
- 1918年1月25日 – 1937年7月12日：第9代ウィームズ伯爵ヒューゴ・チャータリス（英語版）[3][4]
- 1937年9月17日 – 1944年：第9代ポルワース卿ウォルター・ヘップバーン＝スコット[4]
- 1944年8月17日 – 1967年3月30日：第11代ツィードデール侯爵ウィリアム・ヘイ（英語版）[4]
- 1967年6月21日 – 1987年1月：第10代ウィームズ伯爵デイヴィッド・チャータリス（英語版）[4]
- 1987年1月26日 – 2001年：第10代準男爵サー・ヒュー・ハミルトン＝ダルリンプル（英語版）[4]
- 2001年7月30日 – 2013年5月24日：ウィリアム・ガース・モリソン（英語版）[4][5]
- 2014年2月 – 2021年3月15日：マイケル・イングヴィル・ウィリアムズ（英語版）[6][7]
- 2021年3月15日 – ：ロデリック・マクダフ・ウルクハート[7]